# 武子和幸
武子 和幸（たけし かずゆき、1938年6月6日 - ）は、詩人、英文学者。
東京で生まれ、茨城で育つ。茨城大学卒業。詩誌「白亜紀」同人、茨城県詩人協会、日本現代詩人会会員。2015年日本詩人クラブ会長。2018年から新川和江賞選考委員長。2021年、『モイライの眼差し』で日本詩人クラブ賞受賞。ひたちなか市在住。  

## 著書
- 『ひとつ火燭して 詩集』国文社 1970
- 『薇その他 武子和幸詩集』国文社 1981
- 『蛞蝓の夢 詩集』国文社 1990
- 『イェイツの影の下で』国文社 1998
- 『ブリューゲルの取税人』思潮社 2000
- 『アイソポスの蛙』思潮社 2008
- 『モイライの眼差し』土曜美術社出版販売 2020

### 翻訳
- ウィリヤム・エンプソン『曖昧の七つの型』星野徹共訳 思潮社 1972
- ジェイムズ・リーヴズ『詩がわかる本』思潮社 1993